# Objaw Kehra
Objaw Kehra – w przypadku pęknięcia śledziony wynaczyniona krew, gromadząc się pod przeponą może podrażniać dośrodkowe włókna nerwowe nerwu przeponowego, powodując ból ramienia lewego, nie jest to jednak objaw swoisty.